# Demetrio Arena
Demetrio Arena (Reggio Calabria, 29 settembre 1956) è un politico italiano, sindaco di Reggio Calabria dal 2011 al 2012, anno in cui il Comune è stato sciolto per contiguità mafiose.

## Biografia
Laureato nel 1982 in economia e commercio, svolge la professione di commercialista. Dal 2003 al 2011 è stato amministratore unico di ATAM, l'azienda che gestisce i trasporti pubblici di Reggio Calabria.
Il 21 maggio 2011 è divenuto sindaco di Reggio Calabria, eletto a capo di una coalizione di centro-destra con il 56,3% dei consensi.
Il 9 ottobre 2012, per decreto del Ministro dell'Interno Anna Maria Cancellieri, approvato dal Consiglio dei Ministri, è stato predisposto lo scioglimento del Comune di Reggio Calabria per contiguità con organizzazioni mafiose (ex art. 143 d.lgs. 267/2000 Legge contro le infiltrazioni mafiose negli enti locali). Si è trattato del primo capoluogo di Provincia della storia d'Italia sciolto. I Commissari prefettizi, hanno portato il Comune ad elezioni anticipate..
In data 27 ottobre 2012 Arena, nel corso di una conferenza stampa, si è difeso pubblicamente, denunciando errori nella relazione della Commissione di Accesso e annunciando ricorso al TAR avverso lo scioglimento del Comune. Successivamente il ricorso al TAR è stato respinto.
È stato anche respinto in appello il ricorso alla sentenza di incandidabilità, pronunciata nei suoi confronti dal Tribunale di Reggio Calabria. Con la decisione della Corte, emessa il 23 e notificata ad Arena il 24 dicembre, si è conclusa la vicenda dei ricorsi sulle dichiarazioni di incandidabilità seguite allo scioglimento del Comune di Reggio Calabria per contiguità con la 'ndrangheta.
Alle Elezioni politiche in Italia del 2013 Arena è candidato al Senato della Repubblica in settima posizione della lista PDL nella regione Calabria, risultando il primo dei non eletti.
Il 24 aprile 2013 Arena viene nominato, dal presidente della Regione Calabria Giuseppe Scopelliti, assessore regionale alle attività produttive.
Aderisce  a Forza Italia. Nel 2014 è indagato dalla Procura reggina con l’accusa di bancarotta fraudolenta effettuata quando è stato amministratore dell’azienda di trasporto municipale..